# Miopatia intensywnej terapii
Miopatia intensywnej terapii (ang. acute necrotizing miopathy of intensive care) – odmiana miopatii posteroidowej o ostrym przebiegu, charakteryzująca się martwicą mięśni, w tym nagłym osłabieniem mięśni oddechowych i niewydolnością oddechową wymagającą zastosowania mechanicznej wentylacji płuc.
Występuje po podaniu glikokortykosteroidów drogą dożylną, przy współistnieniu innych stanów patologicznych, np. polineuropatii, unieruchomienia, zaburzeń przewodzenia nerwowo-mięśniowego.